# Dušan Petković (labdarúgó, 1974)
Dušan Petković (Belgrád, 1974. június 13. –) szerb válogatott labdarúgó.
A szerb válogatott tagjaként részt vett a 2006-os világbajnokságon.

## Statisztika
| Szerb válogatott | Szerb válogatott | Szerb válogatott |
| Időszak          | Mérk.            | gól              |
| ---------------- | ---------------- | ---------------- |
| 2000             | 1                | 0                |
| 2001             | 2                | 0                |
| 2002             | 0                | 0                |
| 2003             | 0                | 0                |
| 2004             | 4                | 0                |
| Összesen         | 7                | 0                |